# Oberengadin
Oberengadin (tyska) eller Engiadin'Ota (rätoromanska) är ett landskap och en tidigare krets i regionen Maloja i den schweiziska kantonen Graubünden. Det omfattar dalgången kring floden Inns översta lopp.

## Historia
Oberengadin anslöts 1367 till det då bildade förbundet Gotteshausbund, och kom därmed att dela historia med nuvarande Graubünden. Fram till 1438 utgjorde det ett gemensamt tingslag, med säte i Zuoz, men därefter delades det i två tingslag: Sur Funtauna Merla med säte i Samedan och Suot Funtauna Merla i Zuoz. Funtauna Merla (rätoromanska för "koltrastkällan") var namnet på en nu bortsprängd klippa mellan Bever och La Punt, som utgjorde gräns mellan tingslagen.
1851 indelades kantonen i kretsar, och Oberengadin återförenades i en krets i distriktet Maloja. 2016 avskaffades kretsarnas politiska funktion, och de kvarstår endast som valkretsar. Samtidigt ersattes distrikten av regioner, och därmed är Oberengadin en del av regionen Maloja.
Dalens kulturella och administrativa huvudort är av tradition Samedan. Ekonomiskt och demografiskt centrum är dock sedan 1800-talets slut Sankt Moritz.

## Språk
Den rätoromanska dialekten puter var förhärskande fram till 1800-talet, då tyska språket började vinna alltmer mark, främst i Sankt Moritz, Samedan och Pontresina. Under 1900-talet har en omfattande inflyttning skett, bland annat från Italien, och språkförhållandena har därmed helt förändrats. Vid folkräkningen 2000 hade 59 procent av befolkningen i dalen tyska som huvudspråk, 17 procent italienska och 13 procent rätoromanska. Fördelningen är dock ojämn: I den tätbebyggda övre dalen med Sankt Moritz som centrum är andelen rätoromanskspråkiga 10 procent, i nedre dalen runt Zuoz är andelen 30 procent.
Det är dock många fler som behärskar rätoromanska, tack vare att de flesta lär det i skolan. I Bever, Celerina, La Punt-Chamues-ch, Samedan och Pontresina är skolan tvåspråkig enligt språkbadsmodellen, så att eleverna redan från första klass undervisas på såväl tyska som rätoromanska. I St. Moritz är skolan tyskspråkig, men eleverna får lära sig rätoromanska som första främmande språk. I övriga kommuner är skolorna rätoromanskspråkiga, med tyska som första främmande språk.

## Religion
Alla kyrkor i Oberengadin gick över till den reformerta läran under perioden 1549–1577. Den stora inflyttning som började ta fart under 1800-talet har dock lett till att halva befolkningen numera är katoliker. Den första katolska kyrkan sedan reformation byggdes 1867 i Sankt Moritz, och numera finns katolska kyrkor på ett flertal ställen i dalen.

## Indelning
Oberengadin är indelat i 11 kommuner:
| Vapen                | Kommun               | Invånare 2014-12-31 | Yta i km² |
| -------------------- | -------------------- | ------------------- | --------- |
| Bever                | Bever                | 620                 | 45,75     |
| Celerina/Schlarigna  | Celerina/Schlarigna  | 1 504               | 24,02     |
| La Punt-Chamues-ch   | La Punt Chamues-ch   | 752                 | 63,27     |
| Madulain             | Madulain             | 232                 | 16,28     |
| Pontresina           | Pontresina           | 2 121               | 118,19    |
| Samedan              | Samedan              | 3 014               | 113,80    |
| Sankt Moritz         | Sankt Moritz         | 5 233               | 28,69     |
| S-chanf              | S-chanf              | 715                 | 138,03    |
| Sils im Engadin/Segl | Sils im Engadin/Segl | 768                 | 63,57     |
| Silvaplana           | Silvaplana           | 1 067               | 44,77     |
| Zuoz                 | Zuoz                 | 1 244               | 65,79     |